# Ararat (Carolina del Norte)
Ararat es un área no incorporada ubicada del condado de Surry en el estado estadounidense de Carolina del Norte.